# Réserve de faune de Bahr Salamat
La réserve de faune de Bahr Salamat est une vaste aire protégée située au Tchad, créée en 1964. Elle couvre une superficie de 2 134 503 hectares et entoure le parc national de Zakouma, servant ainsi de zone tampon ou périphérique. Cette réserve a été établie dans le but de conserver la biodiversité de la région, notamment en protégeant les espèces animales et végétales des effets négatifs des activités humaines,.

## Historique
La réserve de faune du Bahr Salamat a été fondée par le décret n° 49/TEFC du 29 février 1964. Elle est en grande partie une zone de conservation écologique, où la chasse est interdite, bien que certaines activités humaines y soient permises, à l'exception de la création de nouveaux villages. En 1967, une partie du sud de la réserve, connue sous le nom de domaine du lac Iro, a été désignée comme une "réserve de chasse contrôlée", autorisant les safaris de chasse sous la gestion du service des Eaux et Forêts. Cependant, cette zone a souffert de la colonisation par les éleveurs et l'agriculture.

## Écologie
La réserve de faune de Bahr Salamat est composée de différentes zones écologiques. La partie nord et ouest de la réserve est caractérisée par des savanes boisées, dominées par des espèces comme Acacia seyal. La partie sud-est est peu boisée et est principalement constituée de vastes plaines. Cette diversité de paysages abrite une variété d'espèces animales et végétales.
Le lac Iro, une étendue d'eau de 10 000 hectares et le Bahr Salamat jouent un rôle important dans la biodiversité locale, abritant diverses espèces végétales et aquatiques. Les zones humides et les plaines d'inondation offrent des habitats importants pour la faune, notamment pour les poissons, les oiseaux migrateurs, et d'autres espèces d'animaux sauvages,.